# Jean Le Roy
Jean Aimé Le Roy (1854-1932) é o inventor de uma máquina de projeção chamada cinematógrafo em 1893.
Em 25 de fevereiro de 1894 em Clayton, New Jersey, Estados Unidos, ele organizou um show com a sua primeira sessão de cinema.

## Reivindicações de Le Roy
LeRoy alegava ter sido o primeiro no mundo a projetar um filme para um público convidado na loja de óptica Riley Bros, em Nova York, em fevereiro de 1894, algumas semanas antes da 'primeira seleção' geralmente aceita, realizada pelos irmãos Lumière em Paris, mostrando trabalhadores ao sair da fábrica Lumière em Lyon. Nascido próximo a Bedford, Kentucky, o pai de Le Roy era (ironicamente) de Lyon. O jovem LeRoy foi aprendiz de fotógrafo em Nova York aos 16 anos e, algum tempo depois, nas projeções de Henry R. Heyl de sequências fotográficas colocados, em um filme animando duzentas fotos posadas de uma valsa, tomadas em placas de vidro.
Suas reivindicações posteriores foram: que em 1893 obteve filme de Wordsworth Donisthorpe, na Inglaterra, e construído um projetor, com movimento de gripper-roller, para mostrá-lo; depois de uma pré-visualização privada de um Cinetoscópio Edison, em dezembro de 1893, ele adaptou sua máquina para usar película perfurada e, em 5 de fevereiro de 1894, projetou dois filmes em Cinetoscópio - Washing the Baby e The Execution of Mary Queen of Scots, para um público de cerca 25 pessoas na Riley's optical store, Beekman Street 16, Nova York; e que ele projetava filmes para um público pagante no início de 1895, a partir do qual um folheto de publicidade de 22 de Fevereiro dizia 'Maravilhoso Cinematógrafo de Le Roy' na Opera House (Clayton, New Jersey). Tem sido apontado que os dois filmes Cinetoscópio citados foram produzidos após a data de 1894 reivindicados para a apresentação, e alguns pesquisadores têm sugerido que o folheto é uma farsa, impressos anos mais tarde para apoiar as suas reivindicações. LeRoy não patenteou seu projetor, e não há referências contemporâneas para um dos últimos eventos mencionados. Os defensores sugeriram razões para cada uma destas aparentes dificuldades, mas em conjunto lançaram sérias dúvidas sobre a autenticidade das afirmações de LeRoy. Contudo, certamente, em torno do alvorecer da projeção de filmes, ele teria inflado e pré-datado suas próprias realizações..